# Talangaccelerande ledarskap
Talangaccelererande Ledarskap är en bok som behandlar ledarskap och chefskap på ett modernt och nytänkade sätt. Talangaccelerande ledarskap är samlingsnamnet på de idéer och tankesätt som behandlas i skriften. Boken är skriven av affärspsykologen Jan Blomström och publicerades 2010 av Prolead Förlag i Sverige.

## Bokens innehåll
I boken menar Jan Blomström att de flesta företag befinner sig i en föråldrad och ineffektiv organisationskultur och med ett chefskap som inte tar vara de anställdas talanger och kompetens. Grundtanken är att som chef få alla anställda att växa i sina arbetsuppgifter, att accelerera deras talanger. För att uppnå detta krävs att den ansvarige kan skifta mellan att vara en tydlig chef och ledare beroende på situation. Även en tydlighet mot sina anställda i vad som förväntas, vilka resurser som finns att tillgå och vilka regler som gäller för att sedan som chef följa upp arbetet förenklar för de anställda att utföra uppgiften och sedan växa.
ISBN 978-91633-6356-6